# Les Loges-Marchis
Les Loges-Marchis település Franciaországban, Manche megyében. Lakosainak száma 1028 fő (2022. január 1.). Les Loges-Marchis Landivy, Louvigné-du-Désert, Moulines, Saint-Brice-de-Landelles, Savigny-le-Vieux és Saint-Hilaire-du-Harcouët községekkel határos.

## Népesség
A település népességének változása:
| Lakosok száma | 1139 | 1017 | 916  | 1018 | 1014 | 1009 | 992  | 1012 | 1016 | 1028 |
|               | 1968 | 1982 | 1990 | 2006 | 2013 | 2015 | 2017 | 2019 | 2020 | 2022 |